# Schizorhina atropunctata
Schizorhina atropunctata är en skalbaggsart som beskrevs av Kirby 1818. Schizorhina atropunctata ingår i släktet Schizorhina och familjen Cetoniidae. Inga underarter finns listade i Catalogue of Life.